# Alexandra van Oldenburg

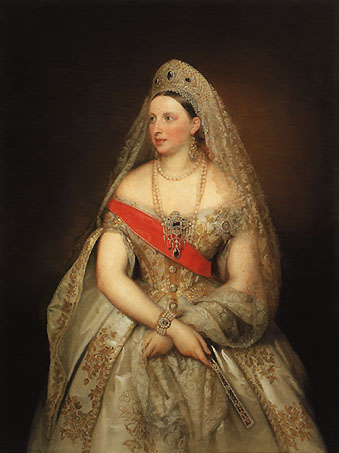
Alexandra van Oldenburg, portret door Carl Timoleon von Neff

Alexandra Frederika Wilhelmina van Holstein-Gottorp, en na haar huwelijk Alexandra Petrovna Romanov (Russisch: Александра Петровна Рома́новa) (Sint-Petersburg, Rusland, 2 juni 1838 – Kiev, Oekraïne, 25 april 1900), hertogin van Oldenburg, grootvorstin van Rusland, was de dochter van Constantijn van Oldenburg en Theresia van Nassau.
Alexandra was erg intelligent, maar lichtgeraakt en gewelddadig. Ook had ze last van oncontroleerbare woedebuien. Er werd gezegd dat haar oudste zoon Nicolaas dit karakter van haar had geërfd. Een goed voorbeeld hiervan is de situatie die zich voordeed in 1905. Rusland had net de Russisch-Japanse Oorlog verloren en er waren veel onrusten in het land. Om die de kop in te drukken wilde tsaar Nicolaas II grootvorst Nicolaas aanstellen als militair dictator. De grootvorst verloor zijn zelfbeheersing en dreigde zichzelf voor de ogen van de tsaar neer te schieten als die de hervormingen, die waren voorgesteld door Sergej Witte, niet doorvoerde. 
Alexandra had haar man rond 1880 verlaten en was naar Kiev gegaan. Daar omringde ze zichzelf met nonnen en fanatieke priesters. Uiteindelijk werd ze zelf non, met de kloosternaam Anastasia (Russisch: Анастасия). Ze stierf op 25 april 1900 op 61-jarige leeftijd te Kiev, Oekraïne.

## Huwelijk en kinderen
Ze trouwde op 5 februari 1856 te Sint-Petersburg met grootvorst Nicolaas Nikolajevitsj van Rusland, een zoon van tsaar Nicolaas I. Er werden twee kinderen uit dit huwelijk geboren:
- Nicolaas Nikolajevitsj (1856-1929)
- Peter Nikolajevitsj (1864-1931)